# Grottes de Maxange
De Grottes de Maxange zijn druipsteengrotten vlak bij Le Buisson-de-Cadouin in het Franse departement Dordogne.
De eerste grot bevindt zich bij het terrein van een steengroeve, een familiebedrijf opgericht door Maximilien Caballero. Deze grot werd bij de steenwinning ontdekt op 15 augustus 2000 door zijn zoon Angel Caballero. Bij nadere studie bleek het te gaan om meer dan één blootgelegde grot, en nog niet alle doorgangen zijn volledig onderzocht. De naam van de grotten is een samenstelling van de voornamen van vader en zoon.
De grotten zijn opmerkelijk doordat er zich naast de gebruikelijke stalactieten en stalagmieten ook allerlei dwarse uitsteeksels ("exentrieken") bevinden, vaak aan de stalactieten. Deze exentrieken zijn deels gekromd en tonen diverse vormen waarin men bijvoorbeeld een cirkel, een vlinder en een papegaai kan herkennen. Het grote aantal van deze zeldzame vorm van druipsteen onderscheidt deze grotten van de meeste andere druipsteengrotten. Verder zijn in de grotten vele prachtige aragonietkristallen te zien.
In 2003 werden de grotten opengesteld voor publiek.